# FOFO Bratislava 1984
Il FOFO Bratislava 1984 è una squadra slovacca di calcio a 5 con sede a Bratislava. La società, sponsorizzata per oltre due decenni dall'azienda Slov-Matic, detiene il primato di campionati (12) e di coppe (12) nazionali.

## Storia
Fondata nel 1984 con il nome di FOFO Club (acronimo di "Fanatic Oranjes Futsal Organisation"), la squadra presburghese ha assunto la denominazione Slov-Matic FOFO Bratislava otto anni più tardi. Promossi nella massima serie al termine della stagione 2002-2003, gli arancioni monopolizzarono ben presto il campionato slovacco: con la vittoria del campionato del 2007-2008 la Slov-Matic eguagliò il record di titoli detenuto dalla Program Dubnica (4), infrangedolo due anni più tardi con la conquista del quinto titolo. In totale, tra il 2004 e il 2018, la squadra vinse 12 delle 15 edizioni disputate. Nell'estate del 2017, complice anche la scomparsa del presidente e cofondatore Martin Grendár, la società entrò nell'orbita dello Slovan Bratislava, diventandone la sezione calcettistica. Contestualmente, la squadra cambiò denominazione e colori sociali (da arancione a bianco-celeste), adeguandoli a quelli della polisportiva. La sinergia fu però di breve durata: dopo la conquista del dodicesimo campionato nella stagione 2017-2018, la società rinunciò sorprendentemente alla massima serie, decidendo di ripartire dalle categorie inferiori. La stagione 2018-2019 fu l'ultima giocata come Slovan Bratislava poiché dall'estate successiva la società è tornata alla denominazione e ai colori originari.

## Palmarès
- Campionato slovacco: 12

2004-05, 2005-06, 2006-07, 2007-08, 2009-10, 2010-11, 2011-12, 2012-13, 2013-14, 2014-15, 2016-17, 2017-18
- Coppa di Slovacchia: 12

2004-05, 2005-06, 2006-07, 2007-08, 2008-09, 2009-10, 2010-11, 2011-12, 2012-13, 2013-14, 2014-15, 2015-16